# أرت غوثير
أرت غوثير هو لاعب هوكي الجليد كندي، ولد في 10 أكتوبر 1904، وتوفي في 30 يونيو 1977.

## وصلات خارجية
- أرت غوثير على موقع دوري الهوكي الوطني (الإنجليزية)
- أرت غوثير على موقع EliteProspects.com (الإنجليزية)
- أرت غوثير على موقع HockeyDB.com (الإنجليزية)
- أرت غوثير على موقع Hockey-Reference.com (الإنجليزية)